# Burger Heerstraße

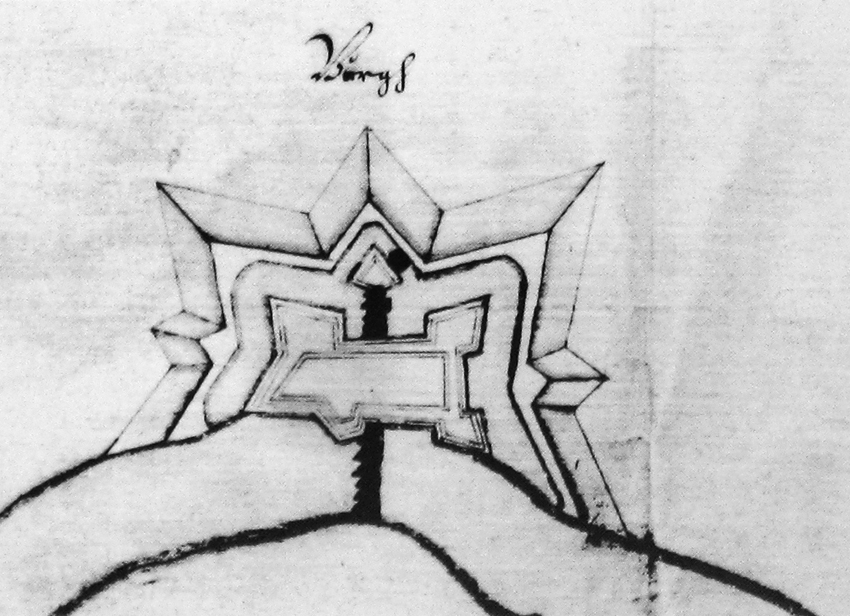
Burger Schanze von 1662 an der Lesum

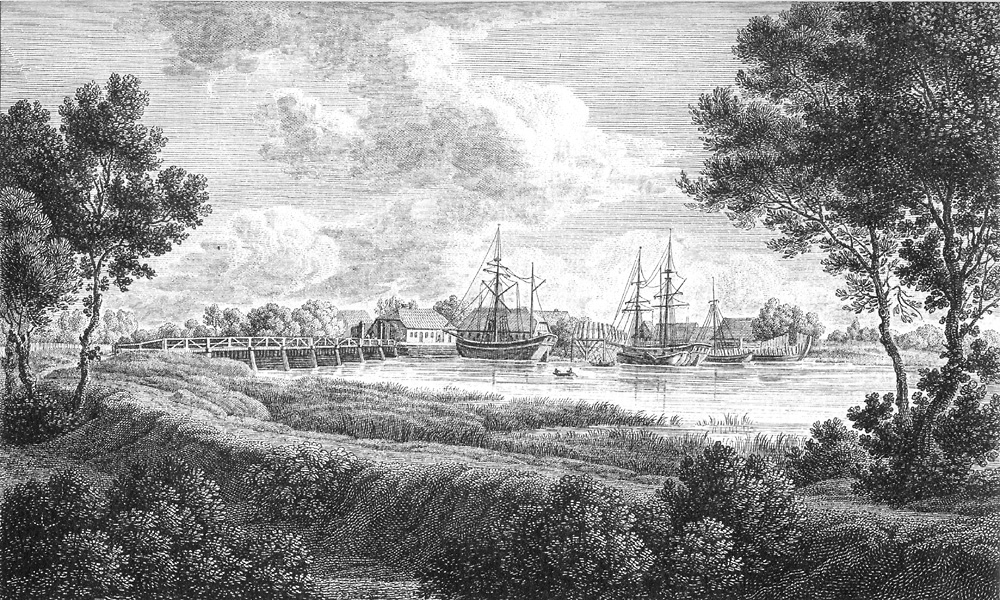
Bild von Anton Radl von 1818/19: Burg mit Zollhaus an der Lesumbrücke

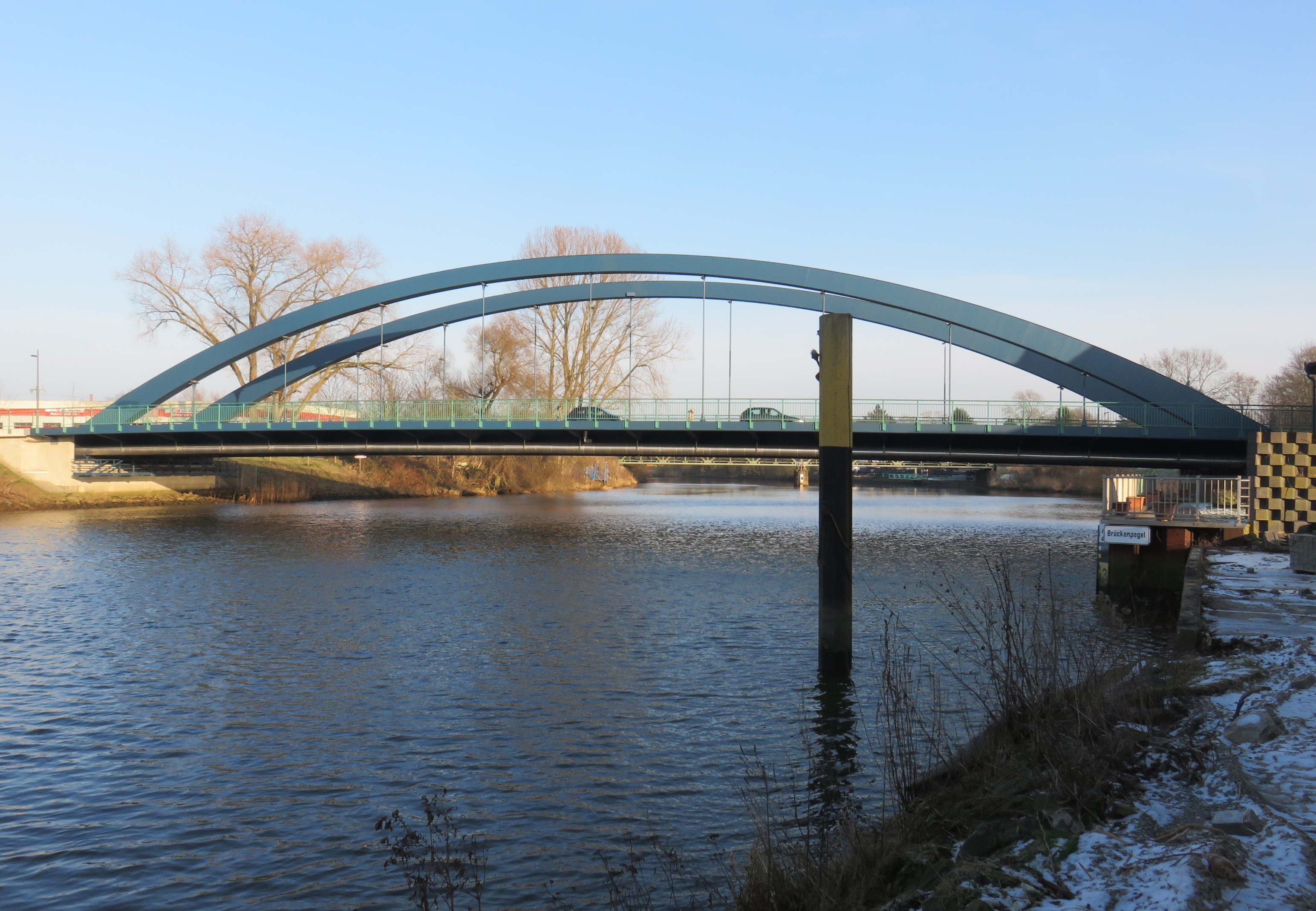
Lesumbrücke

Die Burger Heerstraße ist eine zentrale Durchgangs- und Erschließungsstraße in Bremen, Stadtteil Burglesum, Ortsteil Burg-Grambke. Sie führt in Süd-Nord-Richtung von der Grambker Heerstraße durch Burg bis zur Lesum sowie Bremer Heerstraße nach Bremerhaven.
Die Querstraßen und Anschlussstraßen wurden benannt u. a. als Grambker Heerstraße nach dem Ortsteil, An Smidts Park nach dem früheren Park des Politikers und Theologen Bürgermeister Johann Smidt (1773–1857), Am Burger Wall nach der alten Burg, Buschmannsweg (unklar), Burger Dorfstraße, Alte Lesumbroker Landstraße und Lesumbroker Landstraße nach dem Ort im Werderland, Am Burgplatz, Grambkermoorer Landstraße nach dem Ort im moorigen Gebiet und Bremer Heerstraße; ansonsten siehe beim Link zu den Straßen.

## Geschichte

### Name
Die Burger Heerstraße wurde nach dem Dorf und 1916 nach der 1821/22 gebauten Straße benannt. Burg hieß 1277 Borch und 1371 Borgh. In Bremen und Umzu wurden viele Heerstraßen nach 1800 gebaut oder Chausseen als Heerstraßen benannt (siehe Bremer Straßen).

### Entwicklung
Das alte Dorf Burg auf der Bremer Düne und die Burg gehörten zum Erzstift Bremen und im 15. Jahrhundert zum Goh Werderland. Die Burg von der Mitte des 14. Jahrhunderts wurde um 1784 geschleift. Im Ersten Bremisch-Schwedischen Krieg 1654 griffen schwedische Truppen den strategisch wichtigen Lesumübergang an und besetzten die Burger Schanze. Bei dem Beschuss der Stellung wurde auch die Burger Kirche zerstört. Burg gehörte seit 1654 zum Kirchspiel Grambke. 1803 wurden Burg und Grambke Bremer Landgebiet, Burg hatte um 135 Einwohner. 1855 hatte Burg 288 Einwohner, 1921 wurde es eingemeindet. 1903 erhielt der Apotheker Wilhelm August Egeling (1861–1929) eine Konzession und betrieb seit 1904 die Burg-Apotheke.

### Verkehr
Die erste Lesumbrücke wurde 1350 angelegt. Wahrscheinlich stammte die alte Straße, die 1950 bei Kanalisationsarbeiten in drei Metern Tiefe gefunden wurde, aus dieser Zeit.
1903 wurde die Straße mit der Straßenbahn Bremen erschlossen. Hier verkehrte bis 1949 die Straßenbahn-Linie 8. Diese wurde 1949 auf Oberleitungsbusse und 1961 auf Dieselbusse umgestellt.
Durch die Burger Heerstraße führte vor dem Bau der Autobahn A 27 der gesamte Fernverkehr von Bremen nach Bremerhaven. Ab 1932 war sie Teil der Fernverkehrsstraße 6 (heute Bundesstraße 6). Die Fahrbahn wurde 1950 von 6,70 Metern auf 9 Meter verbreitert.
Im Nahverkehr in Bremen durchfahren heute die Buslinien 90 (Gröpelingen ↔ Neuenkirchen), 91/92 (Gröpelingen ↔ Rönnebeck), 93 (Gröpelingen ↔ Marßel), 95 (Gröpelingen ↔ Bockhorn) sowie 660 (Bremen Hbf – Hagen) und 680 (Gröpelingen – Wallhöfen) die Straße.

## Gebäude und Anlagen
An der Straße stehen überwiegend ein- bis zweigeschossige Wohnhäuser.
Bremer Baudenkmale
- Nr. 20/22: Gut Hohekamp mit 2-gesch. verputztes Gutshaus mit Walmdach und Hofmeierhaus von um 1825 und Park von um 1840 sowie Umbauten von 1906 nach Plänen von Alfred Runge und Eduard Scotland und 1913 von Wilhelm Blanke; Eigentümer u. a. Generaldirektor Heinrich Wiegand, Makler Eduard Focke und Generaldirektor Carl Erling. Im 16. Jh. Meierhof Hohekamp mit Landhaus von 1509 mit wechselnden Eigentümern.[2]

Erwähnenswerte Gebäude und Anlagen
- Grünanlage mit dreigeteilten Burger See
- Nr. 22b-c: 1-gesch. neuere Reihenhausanlage
- Nr. 19: 2-gesch. Burg-Apotheke, Altbau von 1904, totaler Umbau von 1972
- Nr. 26: 1-gesch. Wohnhaus vom um 1900/10 mit prägenden Giebel mit neoklassizistischen Fassadenelementen
- Nr. 38: 1-gesch. Wohnhaus vom um 1900/10 mit prägenden Giebel
- Nr. 44: 2-gesch. Wohn- und Geschäftshaus mit 3-gesch. Giebelerker mit SB-Filiale der Sparkasse Bremen
- Nr. 48: 2-gesch. neueres Wohn- und Geschäftshaus mit der Volksbank Bremen-Nord
- Nr. 50: 2-gesch. Wohn- und Geschäftshaus mit Restaurant an der Lesum
- Lesum und Lesumbrücke von 2013